# غلامرضاخان ارکوازی
غلامرضاخان ارکوازی(حدود ۱۲۵۵–۱۱۸۴ هجری قمری؛ برابر با ۱۸۳۹–۱۷۷۰ میلادی) شاعر و عارف کرد ایلامی است.غلامرضا خان ارکوازی بزرگترین و مهم ترین شاعر کرد ایلامی است.   او به خاطر سرودن مناجات نامه و اشعار دیگر در بین مردم کردستان ایران شهرت دارد. شعر باوه یال او که در رثای فرزند جوانش سروده است در زمینهٔ مرثیه از آثار معروف اوست. غلامرضاخان رییس ایل ارکوازی بود و به دلیل درگیری با والی منطقه پشتکوه به زندان افتاد. پس از رهایی از زندان، به غربت می‌گریزد و پس از مدتی در کرند از توابع کرمانشاه سکنا می‌گزیند. مطابق آنچه روایت می‌کنند، در کرند وفات می‌کند اما دوست دارانش جنازهٔ او را به عتبات عالیات عراق و به احتمال قوی به نجف منتقل می‌کنند.

## نسب‌نامه
بر پایهٔ روایت کهنسالان و معتمدان و عموم هم طایفه‌ای‌های شاعر، موسوم به «میه‌سم»، غلامرضاخان ارکوازی فرزند حسن‌بگ، حسن‌بگ فرزند میرزابگ، میرزابیگ فرزند میثم، میثم فرزند احمدقلی و احمدقلی فرزند میاخ است. از سوی دیگر به سمت زمان حال، غلامرضاخان دو پسر به نام‌های محمدرضا و احمدخان داشته‌است. احمدخان در جوانی درگذشته‌است. محمدرضا، فرزند دیگر، او پدر صوفی و سلیمان‌بگ است و این دو اجداد خانواده‌های صالحی، ناصر‌منش، پیمان، داورپناه،  در استان ایلام هستند.

## زادگاه
زادگاه شاعر، سَرچَفته جزء منطقه‌ای است از روستای بان‌ویزه از طایفه میه سم(میثم) و از تبار و  ایل ارکوازی است که امروزه در گوشه‌ای از آن روستایی به همین نام وجود دارد. بان ویزه جزء شهرستان چوار از توابع استان ایلام است. فاصلهٔ روستای مذکور تا  شهر ایلام، ۳۰ کیلومتر است و در طول جغرافیایی ۴۶ درجه و ۱۱ دقیقه، و عرض جغرافیایی ۳۳ درجه و ۳۷ دقیقه واقع است.

## زندگی‌نامه
سال تولد او به درستی مشخص نیست؛ ولی طبق حکمی از حسن خان والی که امروزه نیز موجود است؛ غلامرضاخان بین سال‌های ۱۱۸۹ و ۱۱۸۴ هجری قمری در منطقهٔ سَرچَفته چشم به جهان گشوده‌است. از طرفی دیگر چون غلامرضاخان ارکوازی نوه دختری توشمال خمیس بوده و توشمال خمیس ملکشاهی در دوره زندیه و افشاریه سرتوشمال و رئیس ایل ملکشاهی بوده است؛ پس می توان گفت که غلامرضا خان در دوره افشاریه متولد شده است. غلامرضاخان در محیطی عشایری در خانواده‌ای نسبتاً مرفه در مقایسه با دیگر افراد ایل، پرورش یافته‌است. پدرش حسن بگ، ملا و اهل خط و کتاب بوده‌است. احتمالاً شاعر، آموزش‌های اولیه را نزد پدر و دیگر ملاهای زادگاه خود آموخته‌است. با توجه به اشعار غلامرضاخان می‌بایستی در مکاتب و مدارسی در سطوح بالاتر، تحصیلات خود را تکمیل کرده باشد. غلامرضا خان با دختری که احتمالاً دخترعموی او بوده، ازدواج کرده‌است که حاصل آن، حداقل دو فرزندِ پسر به نام‌های محمدرضا و احمدخان بوده‌است. از ازدواج‌ها و فرزندان احتمالی دیگر او خبری در دست نیست. غلامرضاخان با توجه به دانش و اطلاعاتی که داشته به ریاست ایل خود مشغول بوده‌است. سران و کدخدایان آن عصر، به واسطهٔ این که بخشی از چرخهٔ قدرت به حساب می‌آمدند با حاکمان در ارتباط بوده‌اند و این امر، زمینهٔ آشنایی او را با دربار والیان پشتکوه، و زندگی اشرافی آن زمان فراهم می‌کرده‌است. همچنین غلامرضا خان ارکوازی خواهر زاده پهلوان موسی خمیس گرزدین وند نیز می باشد

## ظلم ستیزی
غلامرضا خان خون تُشمالی دو ایل بزرگ ارکوازی و ملکشاهی را در رگ داشت. و به واسطه ایمان راسخ و ارادت بر مولای متقیان علی ، در برابر حاکمان پشتکوه قیام کرد. با روی کار آمدن حسن خان والی  و ورود او به پشتکوه و درخواست مالیات های کلان از ایلات بزرگ سابق و کنونی پشتکوه ایلام و متکی بر نیرو های خود که مردم پشتکوه به آنها لقب«عَملِه»دادند، خواست زهره چشمی از رقبای خود در لرستان پیشکوه بگیرد.در آن زمان ایل ارکوازی به واسطه قدمت و قدرت و جمعیت قابل توجه خود که غلامرضا خان (نوه تشمال میثم ارکوازی و نوه دختری تشمال خمیس ملکشاهی و خواهر زاده پهلوان موسی خمیس)از قدرت و رفاه بالایی در منطقه پشتکوه برخوردار بود. او ابتدا نامه حسن خان مبنی بر وصول خراج و مالیات ایل ارکوازی رد کرد.

## آثار

### مناجات‌نامه
اثر اصلی و عمدهٔ او که سینه به سینه حفظ شده همین شعر است که در بیست و چهار بند سروده شده‌است. مناجات‌نامه از حیث زبان و فرم، تحت تأثیر فضای مذهبی حاکم بر شعر، و به دلیل درصد بالای واژگان عربی گویای اطلاعات و سواد شاعر از زبان فارسی و عربی است. شاعر در مناجات‌نامه، اطلاعات گستردهٔ خود را از قرآن، حدیث، کلام، تاریخ، اسطوره، باورهای عامیانه و معارف اسلامی اظهار می‌دارد. این عامل باعث شده تا زبان شعر، آن طنطنه و غنای لفظی اشعار دیگرش را نداشته باشد. این خصیصه در مناجات‌نامه‌های دیگران نیز دیده می‌شود.

### باوه یال
این شعر که شاعر، در رثای فرزند جوانش، احمدخان سروده است، بی شک در زمینهٔ مرثیه شاهکاری است و با هر مرثیهٔ وزینی قابل مقایسه است. کسی که می‌خواهد ارج و اعتبار این شعر را دریابد، ناگزیر است به زبان شاعر مسلط باشد زیرا که ترجمه نمی‌تواند تمام حسن و هنر آن را منتقل کند.
اره همینه

### شعر خه‌ریوی (غربت)
این شعر را شاعر هنگامی که از زندان گریخته، و در بلاد غربت بوده، سروده است.

### اشعار تغزلی منسوب به او
الف) زله‌یخام شووران (زلیخام شوران)
ب) زله‌یخام ژه چین (زلیخام ژ چین)

## نمونه اشعار
شعر باوه یال از اشعار مشهور شاعر است.
| ئه‌و ڕوو واوه‌یلا وه باوه‌یاڵ دیم   |  | هاواس په‌ریشان حاڵش حاڵ‌حاڵ دیم   |
| سه‌ر تا وه به‌رگش سیا زخاڵ دیم     |  | سه‌ر قوله‌ێ کاوان وه سیا ته‌م دیم  |
| دره‌ختان ژه خه‌م چو چه‌وگان چه‌م دیم |  | داران دره‌ختان که‌لاغی‌پووش دیم    |
| که‌پوو وه‌و شین گاڵ گه‌رمه‌وه        |  | چمان مرده‌ێ داشت وه رو ته‌رمه‌وه   |
| من و باوه یال عه‌هدمان که‌رده‌ن     |  | من خه‌م و ئه‌و ته‌م تا رووژ مه‌رده‌ن |
| ڕووڵه یه ئاسار شکارگاهته‌ن        |  | یه جاگه‌ێ که‌لره‌م شوون راهته‌ن     |
| ئه‌ڕا چو جاران دیارت نیه‌ن         |  | مه‌ر گڵکوو وه بان مه‌زارت بیه‌ن    |
| گڵ وه بانم که‌ن گڵ وه بانت دیم    |  | ئێ دنیا وه کام دژمنانت دیم      |

## قالب و وزن اشعار
قالب اغلب اشعار کردی مثنوی است و کل اشعار ارکوازی بدین قالب می‌باشد. وزن اشعار کردی عمدتاً هجایی است. بدین گونه که هر مصراع به دو دستهٔ پنج هجایی تقسیم می‌شود که می‌باید پس از هجای پنجم مکث کرد.اشعار شاعر نیز بر این وزن‌اند.

## بزرگداشت شاعر
روز ۱۱ اسفند ۱۳۹۹ از تندیس غلامرضاخان ارکوازی اثر شکرالله شیرخانی در شهر چوار رونمایی شد.